# 伊朗庫德斯坦
伊朗库尔德斯坦，又称东库尔德斯坦，是伊朗库尔德人聚居地区的非官方名称。伊朗库尔德斯坦与伊拉克和土耳其接壤。它包含库尔德斯坦省、克尔曼沙汗省以及西阿塞拜疆省。在伊拉姆省南部的城市阿卜达南、代赫洛兰和达尔沙尔的人口主要由占绝大多数的卢尔人（Lurs）组成。这些城市所在的县占了该省面积的50％多。根据最近的一次人口普查（2006年），伊朗的四个库尔德人聚居省的人口分别为：
| 省           | 人口      |
| ------------ | --------- |
| 西阿塞拜疆   | 2,873,459 |
| 克尔曼沙汗省 | 1,879,385 |
| 库尔德斯坦省 | 1,440,156 |
| 伊拉姆省     | 545,787   |
| 总计         | 6,738,787 |

在五百万伊朗库尔德人中，有66％的人是遜尼派，另外，有27％的人是什叶派。什叶派库尔德人定居在克尔曼沙汗省（除了加夫人（Jaff）居住的地区）和伊拉姆省，以及库尔德斯坦省、哈马丹省和赞詹省的部分地区。伊朗东北部呼罗珊省的库尔德人也是什叶派穆斯林。在伊朗的什叶派伊斯兰革命中，主要的库尔德政党未能成功吸引当时对自治不感兴趣的什叶派库尔德人。但是在20世纪90年代时，库尔德民族主义渗入了什叶派库尔德地区。
克尔曼沙汗省的城市人口主要是什叶派穆斯林，他们说库尔德语南部方言。

## 历史
最早的一本记录了库尔德人与萨珊王朝的冲突的历史文献名为《帕帕克之子阿尔达希尔传》（Kār-Nāmag ī Ardašīr ī Pābagān）。这本用巴列维语写成的书记载了波斯萨珊王朝的缔造者——阿尔达希尔一世的生平，书中提及了库尔德国王 Magdig 与阿尔达希尔之间的战争。
阿尔达希尔一世时代最重要的王国之一为卡雅思家族 (Kâvusakân)，其一直维持着半独立库尔德王国的地位，直至公元380年阿尔达希尔二世取缔了王国的最后一位统治者为止。

## 外部連結
- Ethnic groups and the state: Azaris, Kurds and Baluch of Iran （页面存档备份，存于）, by R. Farzanfar, PhD Dissertation, Massachusetts Institute of Technology, Dept. of Political Science, 1992
- PJAK Intensifies Its Struggle for Iranian Kurdistan （页面存档备份，存于） by Chris Zambelis
- Human Rights Watch report on ethnic minorities （页面存档备份，存于）
- Status of the Kurds in Iranian Kurdistan （页面存档备份，存于）
- The tragedy of being Kurd in Iran （页面存档备份，存于）, by Ali Reza Nourizadeh
- Photography of Kurdistan （页面存档备份，存于）
- Kurdistanica, Encyclopedia of Kurdistan
- Kurdish Academy of Language (KAL)